# Yukiya Satō
Yukiya Satō ( (佐藤 幸椰?, Satō Yukiya); 19 giugno 1995) è un saltatore con gli sci giapponese.

## Biografia
Satō, attivo in gare FIS dal marzo del 2009, in Coppa del Mondo ha esordito il 24 gennaio 2015 a Sapporo (39°) e ha ottenuto il primo podio il 20 gennaio 2019 a Zakopane (3°). Ai Mondiali di Seefeld in Tirol 2019, suo esordio iridato, ha vinto la medaglia di bronzo nella gara a squadre ed è stato 7º nel trampolino normale, 21º nel trampolino lungo e 5º nella gara a squadre mista; il 7 dicembre dello stesso anno ha conquistato a Nižnij Tagil la sua prima vittoria in Coppa del Mondo. Ai Mondiali di Oberstdorf 2021 si è classificato 16º nel trampolino normale, 7º nel trampolino lungo, 4º nella gara a squadre e 5º nella gara a squadre mista: l'anno dopo ai XXIV Giochi olimpici invernali di Pechino 2022, suo esordio olimpico, si è piazzato 32º nel trampolino normale, 15º nel trampolino lungo, 5º nella gara a squadre e 4º nella gara a squadre mista e ai successivi Mondiali di volo di Vikersund 2022 è stato 9º nella gara individuale e 6º in quella a squadre.Ai Mondiali di Trondheim 2025 si è classificato 26º nel trampolino lungo e 5º nella gara a squadre.

## Palmarès

### Mondiali
- 1 medaglia:
  - 1 bronzo (gara a squadre a Seefeld in Tirol 2019)

### Coppa del Mondo
- Miglior piazzamento in classifica generale: 11º nel 2021
- 10 podi (4 individuali, 6 a squadre)
  - 2 vittorie (individuali)
  - 4 secondi posti (1 individuale, 3 a squadre)
  - 4 terzi posti (1 individuale, 3 a squadre)

#### Coppa del Mondo - vittorie
| Data             | Località     | Nazione  | Trampolino      |
| ---------------- | ------------ | -------- | --------------- |
| 7 dicembre 2019  | Nižnij Tagil | Russia   | Aist HS134      |
| 1º febbraio 2020 | Sapporo      | Giappone | Ōkurayama HS137 |